# Nossa Senhora da Anunciada
Nossa Senhora da Anunciada – dawna parafia (freguesia) gminy Setúbal i jednocześnie miejscowość w Portugalii. W 2011 zamieszkiwało ją 13 738 mieszkańców, na obszarze 27,02 km².